# Aldo Maria Valli
 (mai 2017).
Si vous disposez d'ouvrages ou d'articles de référence ou si vous connaissez des sites web de qualité traitant du thème abordé ici, merci de compléter l'article en donnant les références utiles à sa vérifiabilité et en les liant à la section « Notes et références ».
Pour les articles homonymes, voir Valli.
Aldo Maria Valli est un journaliste et écrivain italien né le 3 février 1958.

## Biographie
Depuis toujours passionné par le journalisme, à la fin de ses études, il est devenu correcteur et écrivain. Lauréat en sciences politiques à l'université catholique du Sacré-Cœur de Milan avec une thèse sur la théorie de l'information, il devient journaliste professionnel en 1986.
Il a collaboré au quotidien Europa et à diverses revues : Studi cattolici, Nuovo progetto, Il Regno, Il Messagero di Sant'Antonio et a écrit de nombreux romans traitant de la famille et de la religion. C'est à ce vaticaniste reconnu de la chaîne de télévision TG1 qui tient un blog sur les questions d'actualité religieuse que Mgr Carlo Maria Vigano confie en août 2018 son document controversé accusant le pape François de complaisance vis-vis d'agissements immoraux au sein de la Curie.

## Œuvres
- La verità di carta, Ares, 1986
- A noi la linea, Ares, 1995
- In cielo e in terra. Un papà, i suoi figli e il Padre nostro, Centro Ambrosiano, 1998
- Affetti speciali. Cronache di un papà in cerca di perché, Ares, 1998
- Per le vie del mondo. Quattordici viaggi di Giovanni Paolo II, Centro Ambrosiano, 2001 (Édition française : Jean-Paul II par les chemins du monde, Saint-Paul, 2002)
- La palla è rotonda. Lettere da bordo campo a un figlio adolescente, Fondazione Monti, 2002
- I giorni della colomba. Viaggio nella pace possibile, San Paolo, 2003
- Favole a merenda. Piccole storie sulla felicità, Effatà, 2003
- Nudi e crudi. Corso di sopravvivenza per famiglie nell'era del consumismo, Manni, 2004
- Gli occhi dell'altro. Il dovere del dialogo ricordando Giovanni Paolo II, 2006
- La porta accanto. Diario di viaggio nella Turchia di Bartolomeo I e del piccolo gregge cris 2006
- Il mio Karol. Così ho raccontato Giovanni Paolo II, così lui ha parlato a me, 2008
- Difendere il Concilio, con Luigi Bettazzi, San Paolo, 2008
- La tradizione tradita. La Chiesa, gli ebrei e il negazionismo, 2009
- Voi mi sarete testimoni. L'arcivescovo Dionigi Tettamanzi a Milano, Rizzoli, 2009
- La verità del Papa. Perché lo attaccano, perché va ascoltato, Lindau, 2010
- Ribelle per amore. Intervista ad Hans Kung, La Meridiana, 2010
- Scritti cattolici. Appunti di un cronista cristiano, Éditions Messaggero, 2010
- Storia di un uomo. Ritratto di Carlo Maria Martini, Ancora Libri, 2011 (Édition française L'histoire d'un homme, Saint Augustin, 2012
- Gesù mi ha detto. Madre Speranza, testimone dell'amore misericordioso, Ancora Libri, 2012
- Piccolo mondo vaticano. La vita quotidiana nella città del Papa, 2012. (Édition française Le petit monde du Vatican. Dans les coulisses de la cité du Pape, Éditions Tallandier, 2013)
- La casa sulla roccia. Cronache da una famiglia, Ares, 2012
- Oltre le mura del tempio. Cristiani tra obbedienza e profezia, 2012
- Dai tetti in su, dai tetti in giù. Come e perché la famiglia cristiana può salvare il mondo, Éditions Messaggero, 2012
- La ragazza che cercava Dio. Vita di Maria Elisabetta Hesselblad, Ancora Libri, 2012
- Diario di un addio. La morte del cardinale Carlo Maria Martini, Ancora Libri, 2012
- Il Vangelo secondo gli italiani. Fede, potere, sesso. Quello che diciamo di credere e quello che invece crediamo, San Paolo, 2013
- Milano nell'anima. Viaggio nella Chiesa ambrosiana, Laterza, 2013
- Benedetto XVI. Il papato interrotto, Mondadori, 2013
- Il forziere dei papi. Storia, volti e misteri dello Ior, Ancora Libri, 2013